# Bona (Nièvre)
Bona – miejscowość i gmina we Francji, w regionie Burgundia-Franche-Comté, w departamencie Nièvre.
Według danych na rok 1990 gminę zamieszkiwało 336 osób, a gęstość zaludnienia wynosiła 14 osób/km² (wśród 2044 gmin Burgundii Bona plasuje się na 581. miejscu pod względem liczby ludności, natomiast pod względem powierzchni na miejscu 311.).